# Guignicourt
Guignicourt – miejscowość i dawna gmina we Francji, w regionie Hauts-de-France, w departamencie Aisne. W 2013 roku populacja ówczesnej gminy wynosiła 2245 mieszkańców. 
W dniu 1 stycznia 2019 roku z połączenia dwóch ówczesnych gmin – Guignicourt oraz Menneville – powstała nowa gmina Villeneuve-sur-Aisne. Siedzibą gminy została miejscowość Guignicourt. 